# Patrick Zeilhofer
Patrick Zeilhofer (* 1964) ist ein deutscher Journalist, Dokumentarfilmer und Medienmanager.

## Leben
Nach dem Architekturstudium an der TU München begann er eine Medienlaufbahn beim Bayerischen Rundfunk und als Nachrichtenredakteur, Chef vom Dienst und Moderator beim privaten Fernsehsender Tele 5 in München.
1993 wechselte Zeilhofer zu RTL Television nach Köln, wo er im Informationsbereich als Redakteur und Chef vom Dienst unter anderem für die News-Sendungen RTL aktuell, RTL Nachtjournal und ab 1997 als Redaktionsleiter für das Mittagsmagazin Punkt 12 arbeitete und 1999 das Konzept für eine einstündige Live-Sendung von Punkt 12 entwickelte.
2000 wurde er Direktor Content/Chefredakteur bei der RTL-Tochterfirma RTL interactive und entwickelte für die RTL-Sendergruppe u. a. die Internetportale rtl.de, vip.de, wetter.de, gzsz.de. Als Chief Creative Officer im Management war er für die Bereiche Programm, Marketing und Kommunikation verantwortlich.
Von 2006 bis 2008 leitete Patrick Zeilhofer als Geschäftsführer die „Sport1 GmbH“, ein Unternehmen der Constantin Medien AG.
Seit 2009 arbeitet Zeilhofer als Autor für Fernsehen, Print, Hörfunk und digitale Medien sowie als Medienberater und Produzent. Er ist Inhaber der Firma „Die Medienmacher“ in München. Er produziert Bewegtbild-Inhalte für Fernsehsender (u. a. Reportagen und Dokumentarfilme), Internetportale und Verlage.
Außerdem arbeitet er als Moderator und Sprecher, u. a. beim Bayerischen Rundfunk.
Am 25. Oktober 2023 wurde Patrick Zeilhofer in München mit dem renommierten Medienpreis „BLAUER PANTHER TV + Streaming Award 2023“  ausgezeichnet – für seine Arbeit für den ZDFinfo TV-Vierteiler „Die Kinder von Lügde“ (im Autorenteam).